# Похил тертя
Похил тертя (рос. наклон трения; англ. friction gradient; нім. Reibungsneigung f) – гідравлічний уклон (похил) у випадку рівномірного або плавнозмінного руху (звичайно, безнапірного при відсутності місцевих втрат напору).